# Pablo Gallardo
Pablo José Gallardo Zurera (Siviglia, 19 febbraio 1986) è un ex calciatore spagnolo, di ruolo difensore.